# Парфианович, Вусала Аясовна
Вусала Аясовна Парфианович (род. 30 июня 2000 года, Московская область) — российская спортсменка (вольная борьба). Вице-чемпионка России, финалистка первенства Европы и мира по вольной борьбе. Мастер спорта международного класса.

## Спортивная карьера

### Ранние годы
Первые результаты в карьере Вусалы пришли в 2017 году, на кадетском первенстве России она стала финалисткой. Участница гран-при Германии в Дормагене. В 2018 году стала победительницей турнира "Матео Пелликоне" в Италии. На первенстве России 2018 до 21 года (юниорки) стала третьей. Годом позже стала второй на первенстве страны, проходивший в Гулькевичи, Краснодарский край.

### Вусала во взрослой борьбе
В октябре 2019 года тренерский штаб дал ей шанс выступить на чемпионате мира до 23 лет в Венгрии. В первом же матче Вусала потерпела поражение от польки Натальи Стшалки и заняла 10-е место. В конце 2019 года она выиграла свою первую бронзовую медаль на взрослом уровне, на кубке России в Чувашии. В 2020 году в Казани, Вусала добыла бронзовую медаль на чемпионате России в весовой категории до 68 кг. В 2021 году стала финалисткой чемпионата Европы в Северной Македонии и мира в Сербии до 23 лет. На первых играх стран СНГ в Казани она стала первой. На чемпионат России 2022 в Наро-Фоминске стала второй, в финале она уступила Ханум Велиевой. Бронзовая призёрка VIII Всероссийской летней Универсиады в Грозном. На спартакиаде сильнейших 2022 года в Казани она снова уступила в финале своей давней сопернице Ханум Велиевой. На гран-при Александра Медведя Вусала стала первой, одолев в финале свою соотечественницу Елезавету Петлякову из Липецкой области. Победительница всероссийского турнира памяти В.И. Чапаева 2022, где в финале она победила Екатерину Кошкину. Участница турнира лиги Поддубного. В 2023 году на турнире "Belneftekhim Women’s Cup" в Минске стала победительницей в командном зачёте в противостоянии против сборной команды Беларусь. В середине августе 2023 года стала победительницей вторых Игр стран СНГ.  В конце августе 2023 года Вусала пришла второй на Международном фестивале университетского спорта в Екатеринбурге. В сентябре 2023 года она была отобрана в состав сборной России на чемпионат мира 2023 в Белграде (Сербия), но потерпела неудачу на данном чемпионате мира.  В мае 2024 года она стала финалисткой чемпионата России в весе до 68 кг. В конце июля 2024 года стала победительницей Всероссийской летней универсиады в весе до 68 кг, который прошёл в Уфе. В конце 2024 года перешла из ГБУ ДО МО «СШОР по единоборствам» (Воскресенск, Московская область) в СШОР «Динамо» (Махачкала) и начала представляеть Республику Дагестан на всероссийских чемпионатах. В июне 2025 года стала третьей на чемпионате России в весе до 65 кг. 

## Спортивные достижения
- 2020, 2023, 2025 Чемпионат России — ;
- 2021 Чемпионат Европы до 23 лет — ;
- 2021 Чемпионат мира до 23 лет — ;
- 2022, 2024, Чемпионат России — ;
- 2022 Всероссийская Спартакиада — ;
- 2021 I Игры стран СНГ — ;
- 2023 II Игры стран СНГ — ;
- 2023 Международный фестиваль университетского спорта — ;
- 2024 игры БРИКС — ;[29]
- 2025 Гран-При Александр Медведь — ;[30]

## Личная информация
Вусала является студенткой Смоленского государственного университета спорта.